# Lespesia frenchii
Lespesia frenchii là một loài ruồi trong họ Tachinidae.